# Jan Andrzejewicz Jundziłł
Jan Andrzejewicz Jundziłł herbu Łabędź (zm. przed 9 grudnia 1625 roku) – marszałek Trybunału Głównego Wielkiego Księstwa Litewskiego w 1622 roku, podkomorzy wołkowyski, marszałek wołkowyski w 1616 roku, dworzanin Jego Królewskiej Mości w 1594 roku.
Syn Andrzeja i Katarzyny Olędzkiej. Żonaty z księżną Halszką Łukomską, miał syna Jerzego. 
Deputat powiatu mozyrskiego na Trybunał Główny Wielkiego Księstwa Litewskiego w 1594, 1596, 1599, 1604 roku, deputat powiatu wołkowyskiego na Trybunał Główny Wielkiego Księstwa Litewskiego w 1603, 1607, 1622 roku.